# Sportowiec roku Bośni i Hercegowiny
Sportowiec roku Bośni i Hercegowiny – nagrody przyznawane co roku, od 2001 najlepszym sportowcom, trenerom oraz drużynom Bośni i Hercegowiny przez gazetę Nezavisne novine z Banja Luki.

## Lista laureatów
| Rok  | Sportowiec roku     | Sportowiec roku | Sportsmenka roku     | Sportsmenka roku | Zespół roku                                 | Zespół roku    | Trener roku             | Trener roku  |
| Rok  | Laureat             | Dyscyplina      | Laureatka            | Dyscyplina       | Zwycięski zespół                            | Dyscyplina     | Laureat                 | Dyscyplina   |
| ---- | ------------------- | --------------- | -------------------- | ---------------- | ------------------------------------------- | -------------- | ----------------------- | ------------ |
| 2001 | Hasan Salihamidžić  | Piłka nożna     | Nie przyznawano      | Nie przyznawano  | FK Željezničar Sarajewo                     | Piłka nożna    | Suad Ćupina             | Karate       |
| 2002 | Denis Muhović       | Karate          | Nie przyznawano      | Nie przyznawano  | Klub szachowy Bosna                         | Szachy         | Amar Osim               | Piłka nożna  |
| 2003 | Lejla Ferhatbegović | Karate          | Nie przyznawano      | Nie przyznawano  | Męska kadra karate                          | Karate         | Blaž Slišković          | Piłka nożna  |
| 2004 | Đorđe Paštar        | Bowling         | Nie przyznawano      | Nie przyznawano  | RK Izviđač                                  | Piłka ręczna   | Mensur Bajramović       | Koszykówka   |
| 2005 | Markica Dodig       | Bocce           | Nie przyznawano      | Nie przyznawano  | RK Izviđač (2)                              | Piłka ręczna   | Mensur Bajramović (2)   | Koszykówka   |
| 2006 | Enid Tahirović      | Piłka ręczna    | Nie przyznawano      | Nie przyznawano  | RK Bosna Sarajewo                           | Piłka ręczna   | Halid Demirović         | Piłka ręczna |
| 2007 | Markica Dodig (2)   | Bocce           | Arnela Odžaković     | Karate           | RK Bosna Sarajewo (2)                       | Piłka ręczna   | Zoran Mikeš             | Koszykówka   |
| 2008 | Memnun Hadžić       | Boks            | Lucia Kimani         | Lekkoatletyka    | RK Bosna Sarajewo (3)                       | Piłka ręczna   | Almedin Fetahović       | Boks         |
| 2009 | Edin Džeko          | Piłka nożna     | Larisa Cerić         | Judo             | Kadra narodowa mężczyzn w piłce nożnej      | Piłka nożna    | Miroslav Blažević       | Piłka nożna  |
| 2010 | Nermin Potur        | Karate          | Larisa Cerić (2)     | Judo             | Kadra narodowa mężczyzn w karate (2)        | Karate         | Suad Ćupina (2)         | Karate       |
| 2011 | Amel Mekić          | Judo            | Dragana Knežević     | Piłka ręczna     | Kadra narodowa mężczyzn w piłce nożnej (2)  | Piłka nożna    | Branimir Crnogorac      | Judo         |
| 2012 | Mirza Teletović     | Koszykówka      | Ivana Ninković       | Pływanie         | Kadra narodowa mężczyzn w koszykówce        | Koszykówka     | Aleksandar Petrović     | Koszykówka   |
| 2013 | Zvjezdan Misimović  | Piłka nożna     | Larisa Cerić (3)     | Judo             | Kadra narodowa mężczyzn w piłce nożnej (3)  | Piłka nożna    | Safet Sušić             | Piłka nożna  |
| 2014 | Nikola Prce         | Piłka ręczna    | Larisa Cerić (4)     | Judo             | Kadra narodowa mężczyzn w piłce ręcznej     | Piłka ręczna   | Dragan Marković         | Piłka ręczna |
| 2015 | Amel Tuka           | Lekkoatletyka   | Aleksandra Samardžić | Judo             | Kadra narodowa U–16 mężczyzn w koszykówce   | Koszykówka     | Josip Pandža            | Koszykówka   |
| 2016 | Mirsad Terzić       | Piłka ręczna    | Ivona Ćavar          | Karate           | Kadra narodowa w Pucharze Davisa            | Tenis          | Samira Hurem            | Piłka nożna  |
| 2017 | Damir Džumhur       | Tenis           | Larisa Cerić (5)     | Judo             | KK Igokea                                   | Koszykówka     | Branislav Crnogorac (2) | Judo         |
| 2018 | Edin Džeko (2)      | Piłka nożna     | Larisa Cerić (6)     | Judo             | Kadra narodowa mężczyzn w piłce nożnej (4)  | Piłka nożna    | Blaž Slišković (2)      | Piłka nożna  |
| 2019 | Amel Tuka (2)       | Lekkoatletyka   | Larisa Cerić (7)     | Judo             | Kadra narodowa mężczyzn w piłce ręcznej (2) | Piłka ręczna   | Bilal Šuman             | Piłka ręczna |
| 2020 | Miralem Pjanić      | Piłka nożna     | Marica Gajić         | Koszykówka       | Kadra narodowa kobiet w koszykówce          | Koszykówka     | Goran Lojo              | Koszykówka   |
| 2021 | Nedžad Husić        | Taekwondo       | Jonquel Jones        | Koszykówka       | Kadra narodowa kobiet w koszykówce (2)      | Koszykówka     | Goran Lojo (2)          | Koszykówka   |
| 2022 | Džanan Musa         | Koszykówka      | Lana Pudar           | Pływanie         | Kadra narodowa kobiet w piłce siatkowej     | Piłka siatkowa | Goran Grahovac          | Pływanie     |
| 2023 | Džanan Musa         | Koszykówka      | Lana Pudar           | Pływanie         | Zrinjski Mostar                             | Piłka nożna    | Goran Grahovac          | Pływanie     |